# Franck Honorat
Pour les articles homonymes, voir Honorat.
Franck Honorat, né le 11 août 1996 à Toulon, est un footballeur professionnel français qui évolue au poste d'ailier droit au Borussia Mönchengladbach.

## Biographie
Faisant partie de la communauté des gens du voyage. Franck Honorat est formé très jeune au sein du UA valettoise avant de signer au sporting Toulon, qu'il intègre à l'âge de sept ans. Il joue dans les différentes équipes de jeunes pendant six saisons avant d'évoluer, pendant deux ans, à l'US Sanaryenne. Repéré par l'OGC Nice, il entre au centre de formation du club en 2011. 
Le 30 juin 2012, il joue, pour la première fois, sous le maillot français, avec la sélection des moins de 16 ans, contre l'Allemagne, dans le cadre d'un match amical. Titulaire, il est remplacé par Lyes Houri en début de deuxième mi-temps. Parallèlement, lors de la saison 2012-2013, il commence à s'entraîner avec l'effectif professionnel. Honorat doit attendre le 3 novembre 2013 pour faire ses débuts en professionnel, face aux Girondins de Bordeaux, remplaçant Christian Brüls en fin de partie. Il devient un remplaçant récurrent de Claude Puel au sein de l'effectif.
Lors de la saison 2016-2017, il est prêté au FC Sochaux-Montbéliard où il entre régulièrement en jeu et marque son premier but professionnel lors du second tour de Coupe de la Ligue contre le Stade brestois 29.
Le 28 août 2018, Franck Honorat s'engage avec l'AS Saint-Étienne, qu'il rejoindra à l'issue de la saison 2018-2019 : il est en effet prêté dans la foulée en Ligue 2 au club du Clermont Foot 63 afin de s'aguerrir. Lors de cette saison il délivre 9 passes décisives et 33 passes clés.
Le 10 novembre 2019, il fait sa première apparition sous les couleurs de l'ASSE face au FC Nantes, en championnat. Il est titulaire lors de cette partie dans un rôle inhabituel d'arrière droit dans une défense à cinq et se fait remarquer en délivrant une passe décisive à Miguel Trauco, participant ainsi à la victoire de son équipe (2-3).
Le 1er juillet 2020, il signe pour cinq saisons avec le Stade brestois 29.
Le 9 janvier 2023, malgré l'intérêt du Borussia Mönchengladbach, il prolonge son contrat d'une saison, soit jusqu'en 2026.
Le 11 juillet 2023, il signe en faveur du club allemand, qui voulait déjà s’attacher ses services lors de l'année précédente.

## Statistiques
| Saison                | Club                          | Championnat           | Championnat | Championnat | Coupe nationale | Coupe nationale | Coupe de la Ligue | Coupe de la Ligue | Compétition(s) continentale(s) | Compétition(s) continentale(s) | Compétition(s) continentale(s) | Total | Total |
| Saison                | Club                          | Division              | M.          | B.          | M.              | B.              | M.                | B.                | Comp.                          | M.                             | B.                             | M.    | B.    |
| 2013-2014             | OGC Nice                      | Ligue 1               | 8           | 0           | -               | -               | -                 | -                 | -                              | -                              | -                              | 8     | 0     |
| 2014-2015             | OGC Nice                      | Ligue 1               | 5           | 0           | -               | -               | -                 | -                 | -                              | -                              | -                              | 5     | 0     |
| 2015-2016             | OGC Nice                      | Ligue 1               | 6           | 0           | 1               | 0               | -                 | -                 | -                              | -                              | -                              | 7     | 0     |
| Sous-total            | Sous-total                    | Sous-total            | 19          | 0           | 1               | 0               | -                 | -                 | -                              | -                              | -                              | 20    | 0     |
| 2016-2017             | FC Sochaux-Montbéliard (prêt) | Ligue 2               | 24          | 0           | 1               | 0               | 5                 | 1                 | -                              | -                              | -                              | 30    | 1     |
| 2017-2018             | Clermont Foot 63              | Ligue 2               | 35          | 3           | -               | -               | 3                 | 0                 | -                              | -                              | -                              | 38    | 3     |
| 2018-2019             | Clermont Foot 63 (prêt)       | Ligue 2               | 35          | 4           | 3               | 3               | 1                 | 0                 | -                              | -                              | -                              | 39    | 7     |
| Sous-total            | Sous-total                    | Sous-total            | 70          | 7           | 3               | 3               | 4                 | 0                 | -                              | -                              | -                              | 77    | 10    |
| 2019-2020             | AS Saint-Étienne              | Ligue 1               | 12          | 0           | 4               | 0               | 1                 | 0                 | C3                             | 2                              | 0                              | 19    | 0     |
| 2020-2021             | Stade brestois 29             | Ligue 1               | 36          | 8           | 1               | 0               | -                 | -                 | -                              | -                              | -                              | 37    | 8     |
| 2021-2022             | Stade brestois 29             | Ligue 1               | 34          | 11          | 3               | 0               | -                 | -                 | -                              | -                              | -                              | 37    | 11    |
| 2022-2023             | Stade brestois 29             | Ligue 1               | 33          | 6           | 2               | 0               | -                 | -                 | -                              | -                              | -                              | 35    | 6     |
| Sous-total            | Sous-total                    | Sous-total            | 103         | 25          | 6               | 0               | -                 | -                 | -                              | -                              | -                              | 109   | 25    |
| 2023-2024             | Borussia Mönchengladbach      | Bundesliga            | 32          | 3           | 3               | 2               | -                 | -                 | -                              | -                              | -                              | 35    | 5     |
| 2024-2025             | Borussia Mönchengladbach      | Bundesliga            | 19          | 4           | 2               | 1               | -                 | -                 | -                              | -                              | -                              | 21    | 5     |
| Sous-total            | Sous-total                    | Sous-total            | 51          | 7           | 5               | 3               | -                 | -                 | -                              | -                              | -                              | 56    | 10    |
| Total sur la carrière | Total sur la carrière         | Total sur la carrière | 279         | 39          | 20              | 6               | 10                | 1                 | -                              | 2                              | 0                              | 311   | 46    |